# رودولفو ريس
رودولفو ريس (29 يناير 1954 في البرتغال - ) هو مدرب كرة قدم ولاعب كرة قدم برتغالي في مركز الوسط. شارك مع منتخب البرتغال لكرة القدم. أما مع النوادي، فقد لعب مع نادي بورتو.

## مسيرته الكروية
لعب رودولفو ريس خلال مسيرته الاحترافية مع نادِ واحدٍ في 13 موسمًا وسجل خلالها 7 أهداف ضمن 253 مباراة. حيث فاز في موسمين بالكأس وموسمين بالدوري.
خاض رودولفو ريس مسيرته مع نادي بورتو في موسم 1971–72 ليلعب معه ثلاثة عشر موسمًا، مشاركًا في 253 مباراة سجل خلالها 7 أهداف.

## وصلات خارجية
- رودولفو ريس على موقع قاعدة بيانات كرة القدم.إي يو (الإنجليزية)
- رودولفو ريس على موقع ناشيونال فوتبول تيمز (الإنجليزية)